# Joseph Brockhausen

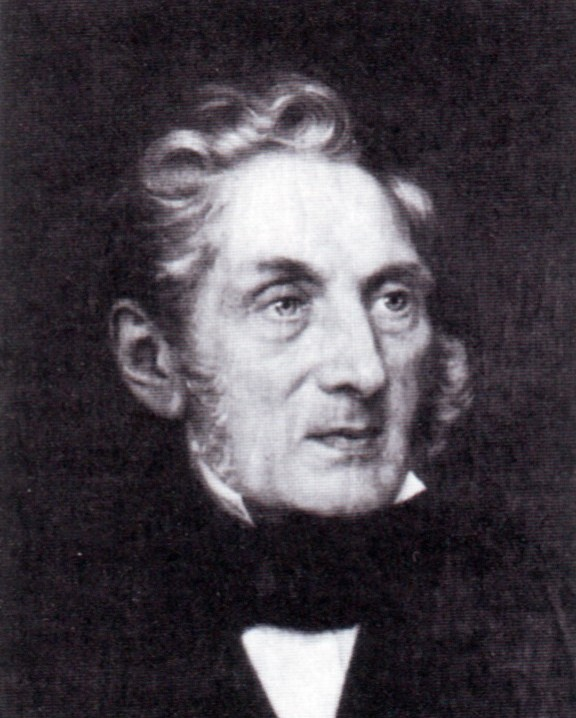
Joseph Brockhausen

Friedrich Joseph Brockhausen (* 9. März 1809 in Münster; † 5. Februar 1886 in Warendorf) war ein deutscher Jurist und Politiker.

## Leben
Brockhausen wurde als Sohn von Johann Friedrich Sylvester Brockhausen (Kaufmann und Stadtrat in Münster) und dessen Frau Anna Maria Margarete (geb. Thüssing) geboren. Er besuchte das Gymnasium Paulinum in Münster bis zum Abitur 1827. Anschließend machte er eine Kaufmannslehre und studierte später in Bonn und Göttingen Rechtswissenschaften. In Bonn wurde er Mitglied des Corps Guestphalia.
Im Jahr 1831 trat er in den Justizdienst ein und wurde 1840 Oberlandesgerichtsassessor in Münster, anschließend war er – zum Teil unbesoldet – bis 1850 beim Land- und Stadtgericht in Dülmen tätig. Ab 1850 war er Kreisgerichtsrat in Warendorf,  ehe er 1882 in den Ruhestand trat.
Im Jahr 1848 wurde er Mitglied der Preußischen Nationalversammlung für den Stadtkreis Münster. Er wurde dabei Nachfolger des gewählten Abgeordneten Brüggemann, der die Wahl abgelehnt hatte. In Berlin war Brockhausen Mitglied der rechten Fraktion Harkort. Außerdem war er vom 15. März bis 21. Mai 1849 Mitglied der Frankfurter Nationalversammlung. Er war fraktionslos und stimmte zeitweise mit dem rechten Centrum und wählte unter anderem Friedrich Wilhelm IV. zum Deutschen Kaiser mit. Er war von 1849 bis 1852 Mitglied des Preußischen Abgeordnetenhauses in der Fraktion Centrum. 1850 war Brockhausen Mitglied der ersten Kammer (Staatenhaus) des Erfurter Unionsparlaments. Er war Abgeordneter des Königreichs Preußen, gewählt vom Preußischen Abgeordnetenhaus.